# Strathtyrum House

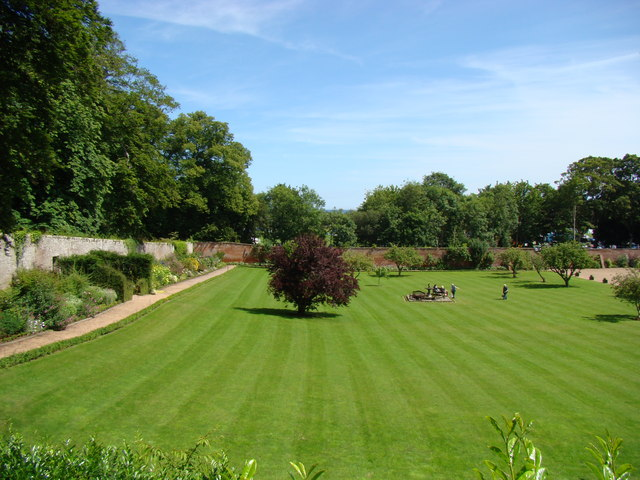
Gärten von Strathtyrum House

Strathtyrum House ist ein Herrenhaus in der schottischen Stadt St Andrews in der Council Area Fife. 1973 wurde das Bauwerk als Einzeldenkmal in die schottischen Denkmallisten in der höchsten Denkmalkategorie A aufgenommen. Von den zugehörigen Außengebäuden sind das Mausoleum, der Taubenturm sowie die Stallungen separat als Kategorie-B-Bauwerke klassifiziert. Die Sonnenuhr ist hingegen als Denkmal der Kategorie C eingestuft.

## Geschichte
Die Länderei Strathtyrum zählten zu den Besitztümern der Erzbischöfe von St Andrews. Nach der Reformation besaß eine Familie Inglis Strathtyrum. Erzbischof James Sharp erwarb das Anwesen im Jahre 1669. Das heutige Herrenhaus wurde um den Zeitraum zwischen 1720 und 1740 errichtet. 1782 kaufte James Cheape, Sohn des lokalen Lairds, nach seiner Rückkehr aus Bombay, wo er für die East India Company tätig war, Strathtyrum. Zwischen 1805 und 1815 wurde Strathtyrum House erweitert. 1821 fügte Cheape weitere Landstücke an der Nordseite hinzu. Sein ebenfalls James Cheape genannter Großneffe veräußerte diese Teil der Länderei 1894 an den The Royal and Ancient Golf Club of St Andrews zum Preis von 5000 £. 1993 wurde als Teil der St Andrews Links dort der Golfparcours Strathtyrum Links eingerichtet.

## Beschreibung
Das dreistöckige Herrenhaus steht weitgehend isoliert am Nordwestrand von St Andrews. Die ostexponierte Hauptfassade ist neun Achsen weit. Mittig tritt ein drei Achsen weiter Mittelrisalit mit gerundetem dorischem Portikus mit abschließender Steinbalustrade heraus. Der Risalit schließt mit einem Dreiecksgiebel. Das abschließende Walmdach ist mit Schiefer eingedeckt.